# Andreuccio da Perugia
Andreuccio da Perugia è il protagonista e il titolo della quinta novella della seconda giornata (in cui vengono trattate le avventure a lieto fine) del Decameron di Giovanni Boccaccio. La narratrice è Fiammetta, sotto la reggenza di Filomena.

## Trama della novella
Un giovane mercante di cavalli, Andreuccio da Perugia, si reca a Napoli per acquistare dei cavalli con 500 fiorini d'oro.
Non era stato mai fuori dalla sua città, Perugia, e al mercato di Napoli, pur avendo visto molti cavalli che potevano interessarlo, non ne aveva acquistato nessuno. Per dimostrare che era intenzionato ad acquistare, mostra pubblicamente la borsa coi fiorini. Per caso, una prostituta siciliana, Fiordaliso, è al mercato con un'anziana che mostra di conoscere bene Andreuccio, in quanto amica del padre e della famiglia. Grazie alle molte informazioni avute dalla vecchia, la ragazza ha in mente di abbindolare Andreuccio, convincendolo di essere sua sorella.
Una serva della prostituta viene mandata da quest'ultima da Andreuccio per condurlo a casa di Fiordaliso stessa, in una contrada malfamata (chiamata non a caso Malpertugio). La siciliana, appena vede Andreuccio, gli corre incontro e lo abbraccia come una persona amata che non si vede da molto tempo. Il giovane osserva gli oggetti preziosi che arredano l'abitazione della siciliana e crede di aver a che fare con una ricca e onesta donna.
La giovane dice di essere sorella di Andreuccio in quanto sua madre, secondo la storia che inventa, era stata a Palermo amante del padre del giovane.
La storia raccontata è verosimile, anche per il fatto che la donna chiede ad Andreuccio notizie dei suoi parenti (le informazioni le aveva avute dalla vecchia). I due cenano assieme e poi, siccome di notte le strade di Napoli non sono sicure, la donna lo invita a dormire nella sua casa.
A causa del caldo e della lauta cena, Andreuccio si spoglia, mette i suoi vestiti sul letto e chiede dove poter andare in bagno. Gli indica uno stanzino usato come latrina con un foro nel pavimento, costruita nello spazio tra il palazzo e quello adiacente, al di sopra di un chiassetto, vicolo stretto fra due case. Una delle tavole di legno che ne costituivano il pavimento, schiodata in precedenza su ordine della giovane prostituta, lo fa cadere nei liquami sottostanti. Non si fa male, ma si sporca e non può più rientrare nell'appartamento della donna, che nel frattempo ha chiuso le imposte per potersi impossessare dei soldi che Andreuccio nascondeva fra i vestiti che aveva lasciato sul letto.
Invano, Andreuccio chiama, piange e si dispera. Il fracasso richiama l'attenzione dei vicini, che lo invitano ad andare via per evitare problemi e bastonate perché il marito di Fiordaliso era un bruto e quindi il giovane obbedisce e si allontana.
La puzza di Andreuccio è nauseabonda, così va verso il mare per lavarsi, ma, non conoscendo l'intricato labirinto di vicoli, prende una strada che, invece di scendere verso il mare, sale dalla parte opposta. Vedendo venire verso di lui due uomini con una lanterna in mano, temendo che fossero delle guardie, si rifugia in un casolare dove i due uomini entrano, e sentendo il lezzo di Andreuccio lo scoprono. Gli uomini non sono guardie, ma ladri, e dopo aver sentito la storia di Andreuccio gli dicono che l'esser caduto gli ha salvato la vita: sicuramente sarebbe stato ucciso appena avesse preso sonno e coi denari avrebbe perso la vita.
Espongono al giovane un piano criminale: andare a spogliare il cadavere dell'arcivescovo seppellito quel dì con molti ornamenti preziosi, soprattutto con un anello di rubino di enorme valore. Andreuccio, non avendo più nulla, acconsente a partecipare alla rapina.
Andando verso la chiesa maggiore, i tre giungono a un pozzo e decidono di lavare il giovane mercante; mancando però il secchio, legano Andreuccio alla corda e lo calano giù affinché si ripulisca un poco. L'arrivo di alcuni gendarmi assetati mette in fuga i due ladri che lasciano Andreuccio nel pozzo. Credendo che alla corda fosse legato il secchio, dopo aver deposto le armi, le guardie la tirano e, vedendo Andreuccio, vengono colti da una terribile paura e fuggono. Il giovane, dopo aver rischiato di cadere nuovamente nel pozzo e quindi di morire, si aggrappa alla sponda, s'incammina per la strada ritrovando i due ladri poco lontano.
Vanno così alla chiesa maggiore, scoperchiano la tomba alzando la pesantissima lastra di marmo e la puntellano. Costringono poi Andreuccio a entrare nel sepolcro. Il giovane capisce subito che i due ladri, dopo aver avuto gli oggetti preziosi del vescovo, lo avrebbero lasciato solo e senza niente, e quindi pensa di tenersi la sua parte del bottino: un anello con un grosso rubino (non casualmente del valore di più di 500 fiorini, come gli spiegano prima i ladri).
I due ladri, improvvisamente, tirano via il puntello e lasciano il giovane chiuso nella tomba. Andreuccio piange e si dispera e  poi, sentendo il rumore di persone che entrano in chiesa e capendo che anch'essi sono dei ladri (tra cui un sagrestano), rimane paralizzato dalla paura. I nuovi ladri aprono l'arca, puntellano il coperchio e fanno entrare nella tomba il prete che li ha condotti lì. Il giovane gli afferra le gambe e il ladro emette un urlo di terrore. Tutti fuggono e lasciano aperta la tomba. Andreuccio è salvo e torna a Perugia col prezioso anello pastorale, guadagnandoci.

## Personaggi della novella

### Andreuccio da Perugia
Mercante di cavalli, rappresenta il popolano, ancora inesperto, come dimostra in più occasioni, ed estremamente sfortunato. È un personaggio dinamico: durante la storia infatti diventa più consapevole e maturo, acquisendo anche le virtù del buon mercante, come l'astuzia, dimostrata dal gesto preventivo di aggrapparsi al bordo del pozzo prima che venisse abbandonata la fune o all'atto di nascondere l'anello ai ladri.

### Fiordaliso
Fiordaliso, "La giovane siciliana bellissima, ma disposta per piccol pregio", è una prostituta ed esempio della donna maliziosa, orditrice di inganni ai danni di poveri sprovveduti. Utilizza, nel perseguire i suoi scopi, la sua intelligenza, ma anche la sua bellezza “volgare” e tutta una schiera di aiutanti, come l'ancella, il paggio, la casa del camorrista Buttafuoco e tutto il vicinato del Malpertugio. Recita la sua parte di finta sorella “così ordinatamente, così compostamente, alla quale niuno atto moriva trà i denti né balbettava la lingua” che Andreuccio ne rimane soggiogato.

### Le guardie
Le guardie, “alcuni della famiglia della signoria" descritte in modo buffo e critico: non sono infatti riuscite a catturare il malvivente.

### I ladri
I ladri vengono rappresentati dapprima come aiutanti, ma poi esprimono la loro vera natura opportunistica e spregiudicata, fuggendo prima all'arrivo delle guardie e chiudendo poi Andreuccio nell'arca dell'arcivescovo morto. A questi ladri seguono altri ladri, ancor più degradati: uno di loro, il più irrispettoso delle cose sacre, è nientemeno che un prete, che si cala senza remore nella tomba: “Che paura avete voi? Credete voi che egli vi manuchi? Li morti non mangian gli uomini, io v'entrerò dentro io”.

### I vicini
I “circumstanti vicini” che ammoniscono Andreuccio di far troppo rumore e di non lasciarli dormire. Altri gli dicono di andarsene dalla città. Una donna s'affaccia dalla finestra e, dopo aver ascoltato la storia del giovane, lo accusa di essere ubriaco e rende definitivamente consapevole Andreuccio della truffa che ha subito.

## Commento
La giornata vuole esprimere come la sfortuna cerchi di dominare l'uomo, ma anche come esso, attraverso un processo di formazione, giunga a combatterla usando la propria intelligenza. Per questo vengono trattate le avventure a lieto fine, che mostrano ai lettori uno scenario molto ampio, mettendo in evidenza soprattutto i bassifondi e le abitudini comuni delle varie città.
Andreuccio al principio della novella incarna il ruolo dell'anti-eroe, poiché i suoi comportamenti non sono coerenti col tema della giornata, la Fortuna. Al termine però Andreuccio ha fatto tesoro delle sue esperienze e riesce a volgere a suo favore la situazione grazie all'ingegno.
Nella novella di Andreuccio prevale la funzione narrativa della fiaba: allontanamento, divieto, danneggiamento, persecuzione, salvataggio e maturazione. Infatti il protagonista durante la storia subisce un processo di formazione, costituito da un'imbrattatura con conseguente rinascita (iniziazione tipica di tutte le culture). Tali cadute si ripetono per tre volte, suddividendo così l'asse sintagmatico della novella: tranello, vagabondare e furto.
È davvero divertente soprattutto il tratto dell'incontro con la siciliana. Il tutto si basa sul dato visivo, compare molte volte il verbo "vedere": per esempio quando la fanciulla nota la borsa o quando lui va a trovarla nel suo bordello, che lui scambia per una casa, confondendo la sua volgarità per eleganza.
Nella novella, infatti, gli ambienti non vengono raccontati, bensì visti dagli occhi di Andreuccio. Il narratore qui è onnisciente ed eterodiegetico, poiché la vera storia, ovvero ciò che deve veramente colpire il lettore, non è tanto le disavventure di quel povero ragazzo, bensì la sua maturazione, il processo che lo porta da essere da un giovane sprovveduto e vanitoso a uno accorto e assennato. Così facendo, Boccaccio mostra al pubblico quanto egli abbia fiducia nell'umanità, quella che però rispetta i valori cortesi con la masserizia borghese.